# Bärenthal
Bärenthal là một xã ở huyện Tuttlingen ở bang Baden-Württemberg thuộc nước Đức. Đô thị này có diện tích 12,69 km², dân số thời điểm 31 tháng 12 năm 2006 là 449 người.